# Chileense parlementsverkiezingen 1925
De Chileense parlementsverkiezingen van 1925 vonden op 5 december van dat jaar plaats. In zowel de Kamer van Afgevaardigden de Senaat werd de Partido Radical (PR) de grootste.
De parlementsverkiezingen vonden plaats na het herstel van de democratie.

## Uitslagen

### Kamer van Afgevaardigden
| Politieke partij                                 | Zetels | Percentage | Verschil |
| ------------------------------------------------ | ------ | ---------- | -------- |
| Partido Liberal (PL)                             | 21     | 25,00%     | +12      |
| Partido Radical (PR)                             | 39     | 29,55%     | -4       |
| Partido Demócrata (PDa)                          | 11     | 9,85%      | +2       |
| Partido Conservador (PCon)                       | 28     | 21,21%     | +3       |
| Unión Social Republicana de Asalariados (USRACH) | 9      | 6,82%      | +9       |
| Partido Liberal Democrático (PLD)                | 10     | 7,58%      | +1       |
| Totaal                                           | 132    | 100%       | 100%     |

### Senaat
- 20 van de 45 zetels verkiesbaar

| Politieke partijen | Zetels | Percentage |
| ------------------ | ------ | ---------- |
| PL                 | 5      |            |
| PR                 | 5      |            |
| PDa                | 2      |            |
| PCon               | 4      |            |
| USRACH             | 1      |            |
| PLD                | 3      |            |
| Totaal             | 20     | 100%       |

Samenstelling Senaat 1927-1931
| Partij              | Zetels |
| ------------------- | ------ |
| Liberal             | 10     |
| Conservador         | 10     |
| Liberal Democrático | 6      |
| USRACH              | 2      |
| Radical             | 13     |
| Demócrata           | 3      |
| Totaal              | 45     |